# شپشک‌های زخم‌ساز
شپشک‌های زخم‌ساز (نام علمی: Beesoniidae) نام یک تیره از بالاخانواده شپشک است.